# Рем Колхас
Рем Колхас (на нидерландски: Rem Koolhaas) е нидерландски архитект.

## Биография

### Произход и семейство
Роден е като Ремент Колхас на 17 ноември 1944 г. в Ротердам, Нидерландия, в семейството на Антон Колхас (1912 – 1992) и Селинде Розенбърт (р. 1920). Баща му е романист, сценарист и литературен критик. Два документални филма на режисьора Бърт Хаанстра по сценарий на Антон Колхас са номинирани за награда „Оскар“. Дядо му по майчина линия – Дирк Розенбърг (1887 – 1962), също е архитект модернист, работил за именития нидерландски архитект Хендрик Петрюс Берлаге. Рем има брат – Томас, и сестра – Анабел. Докато са малки деца, семейството живее последователно в: Ротердам (до 1946 година), Амстердам (1946 – 1952), Джакарта (1952 – 1955) и отново Амстердам (от 1955 година).

### Кариера
През 1975 г. Колхас става водещ съучредител на избралата за свое седалище Ротердам архитектурна фирма „Office for Metropolitan Architecture“ (ОМА). Успоредно с архитектурната си практика той е преподавател в „Graduate School of Design“ към Харвардския университет. През 2005 г. Рем е сред основателите на интернационалното архитектурно списание „Volume Magazine“.
За изключителните си постижения в архитектурната теория и практика през 2000 г. Рем Колхас е удостоен с най-високата награда в архитектурата – „Прицкер“.
През 2008 г. е поканен да се присъедини към т.нар. европейска „група на мъдрите“, за да помага в „проектирането“ на бъдещето на Европейския съюз. През същата година името му е включено в ежегодния списък на американското списание Тайм – TIME 100 (стоте най-влиятелни личности на планетата).

## Избрани произведения
- New Court, St. Swithin's Lane (Лондон, 2010)
- De Rotterdam, (Ротердам, 2009 – 2013)
- Riga Port City, (Рига, 2009)
- 23 East 22nd Street, (Ню Йорк сити, 2008 – 2010)[6]
- Bryghusprojektet, (Копенхаген, 2008 – 2010)[7]
- Torre Bicentenario (Двестагодишната кула), (Мексико сити, 2007 – 2010)[8]
- Córdoba International Congress Center (Palacio del Sur), Кордоба, Испания
- Serpentine Gallery Pavilion, (Лондон, 2006)
- Шънджънска стокова борса, (Шънджън, 2006)
- Milstein Hall, (Cornell, 2006 – 2009)[9]
- Художествен музей на Националния университет на Сеул (Сеул, 2003 – 2005)
- Централна градска библиотека на Сиатъл (Сиатъл, 2004)
- Dee and Charles Wyly Theatre, (Далас, 2004 – 2009)
- CCTV Headquarters (Пекин, 2004 – 2009)
- Retail design for Prada stores (Ню Йорк: 2003, Лос Анджелис: 2004)
- Холандско посолство в Берлин (2003)
- Guggenheim Hermitage Museum (Лас Вегас, 1980, 2002?)
- Casa da Música (Порто, 2001 – 2005)
- Second Stage Theatre (Ню Йорк Сити, 1999)
- Maison à Bordeaux (Бордо, 1998)
- McCormick Tribune Campus Center, Илинойски технически институт (Чикаго, 1997 – 2003)
- Educatorium (Утрехт, 1993 – 1997)
- Kunsthal (Ротердам, 1993)
- Villa dall’Ava (Сен Клу, 1991)
- Nexus Housing (Фукуока, 1991)
- Lille Grand Palais (Лил, 1988)
- Netherlands Dance Theater (Хага, 1988)

## Галерия
- McCormick Tribune Campus Center, Чикаго, САЩ
- CCTV, Пекин, Китай
- Casa da Música, Порто, Португалия
- Холандско посолство, Берлин, Германия
- Жилищни сгради, Гронинген, Нидерландия
- Централна градска библиотека, Сиатъл, САЩ
- Kunsthal Rotterdam, Ротердам, Нидерландия
- Dallas Wyly Theatre, Далас, САЩ
- Временна галерия „Серпентайн“, Лондон, Англия
- De Rotterdam, Ротердам, Нидерландия
- Музей „Гараж“, Москва, Русия
- Сграда на фондация „Прада“, Милано, Италия